# Harvest (Computer)

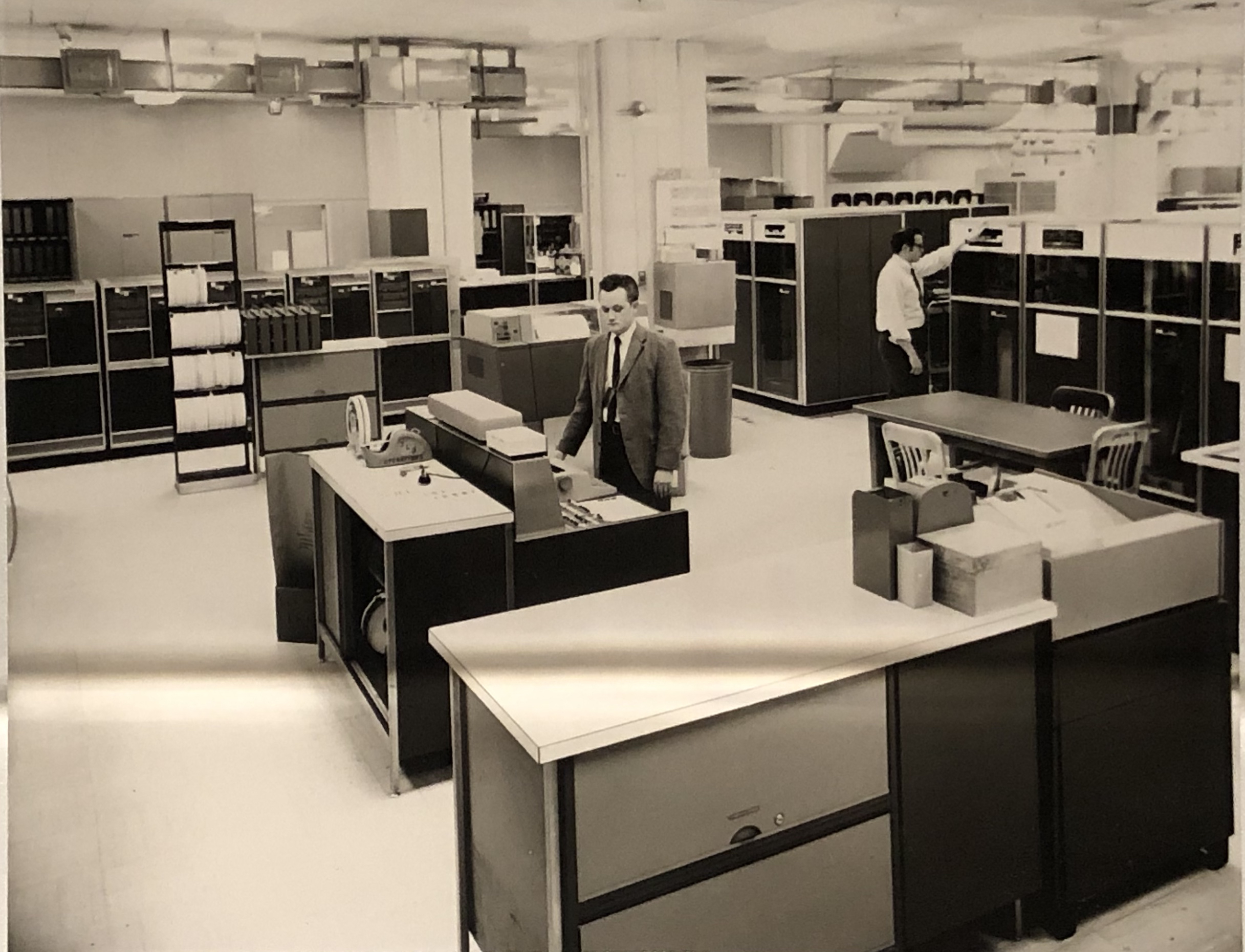
Harvest in den Räumlichkeiten der NSA (ca 1965).

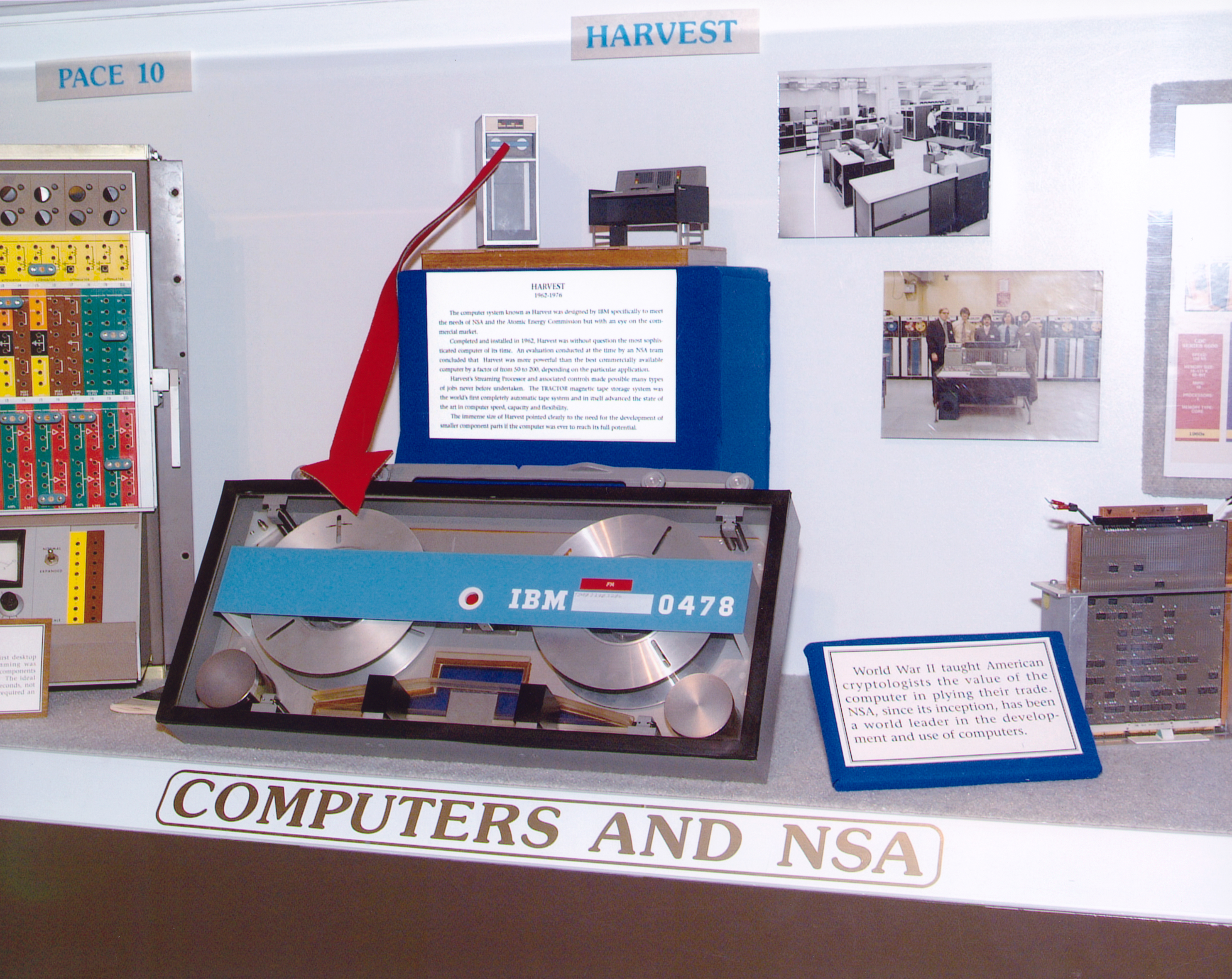
Das seinerzeit innovative Bandlaufwerk diente zur Speicherung großer Datenmengen und ist heute im National Cryptologic Museum ausgestellt.

Harvest (deutsch wörtlich „Ernte“, Eigenschreibweise: HARVEST, Modellnummer: IBM 7950) war eine speziell konfigurierte Version des Supercomputers IBM 7030 von IBM, auch Stretch genannt, der in den Jahren 1962 bis 1976 von der National Security Agency (NSA) der Vereinigten Staaten für kryptanalytische Zwecke eingesetzt wurde.

## Geschichte
Das als Harvest bekannte Computersystem wurde von IBM in den späten 1950er- und frühen 1960er-Jahren speziell für die Bedürfnisse der NSA und der United States Atomic Energy Commission (Atomenergiekommission der USA) entwickelt und konfiguriert, jedoch durchaus mit Blick auf den kommerziellen Markt. Das 1962 fertiggestellte und installierte System war zu seiner Zeit der fortschrittlichste und leistungsfähigste Hochleistungsrechner der Welt. Eine damals von der NSA durchgeführte Bewertung ergab, dass Harvest, abhängig vom Anwendungsfall, etwa um den Faktor 50 bis 200 schneller war als die besten seinerzeit kommerziell erhältlichen Computer.
Das dazugehörige Magnetbandspeichersystem, genannt Tractor, war der weltweit erste vollautomatische magnetische Datenspeicher dieser Art, zudem ein Charakteristikum des Systems, und stellte selbst eine bedeutende Innovation bezüglich Geschwindigkeit, Speichervolumen und Flexibilität dar.
Ein offensichtlicher Nachteil von Harvest war seine immense Größe, die unschwer erkennen ließ, dass Miniaturisierung für die Zukunft eine unabdingbare Forderung war.